# Paradelius ussuriensis
Paradelius ussuriensis är en stekelart som beskrevs av Sergey A. Belokobylskij 1988. Paradelius ussuriensis ingår i släktet Paradelius och familjen bracksteklar. Inga underarter finns listade i Catalogue of Life.